# Marcus Siepen
Marcus Siepen (* 8. září 1968, Krefeld, Německo) je jeden ze dvou kytaristů power metalové hudební skupiny Blind Guardian. Spolu s dalším kytaristou André Olbrichem a zpěvákem Hansi Kürsch je zakládajícím členem této skupiny.